# Weird Scenes Inside the Gold Mine
Weird Scenes Inside the Gold Mine (с англ. — «Причудливые сцены на золотом прииске») — второй официальный сборник хитов американской рок-группы The Doors, выпущенный в январе 1972 года.
Название — это строка из песни The End с дебютного альбома. В чартах сборник достигла 55-й ступени; в сентябре 1980 года была отмечена золотым диском от RIAA (продано 500.000 экземпляров).
На альбоме присутствуют песни из всех шести альбомов, записанных с Джимом, а также две редкие песни «Who Scared You» и «(You Need Meat) Don’t Go No Further», которые были изданы на оборотных сторонах синглов «Wishful Sinful» и «Love Her Madly».
Сборник никогда официально не издавался на компакт-дисках.

## Список композиций
Авторство песен альбома — The Doors (Денсмор, Кригер, Манзарек, Моррисон).
| #  | Сторона   | Оригинальное название                  | Перевод                                    | Время |
| -- | --------- | -------------------------------------- | ------------------------------------------ | ----- |
| 1  | 1 сторона | Break on Through (To the Other Side)   | Прорывайся (На другую сторону)             | 2:25  |
| 2  | 1 сторона | Strange Days                           | Странные дни                               | 3:09  |
| 3  | 1 сторона | Shaman’s Blues                         | Шаманский блюз                             | 4:45  |
| 4  | 1 сторона | Love Street                            | Улица любви                                | 3:06  |
| 5  | 1 сторона | Peace Frog / Blue Sunday               | Лягушка мира / Печальное воскресенье       | 5:00  |
| 6  | 1 сторона | Wasp [Texas Radio & the Big Beat], the | Оса [Техасское радио и биг-бит]            | 4:12  |
| 7  | 1 сторона | End of the Night                       | Конец ночи                                 | 2:49  |
| 8  | 2 сторона | Love Her Madly                         | Люби её безумно                            | 3:18  |
| 9  | 2 сторона | Spanish Caravan                        | Испанский караван                          | 2:58  |
| 10 | 2 сторона | Ship of Fools                          | Корабль дураков                            | 3:06  |
| 11 | 2 сторона | Spy, the                               | Шпион                                      | 4:15  |
| 12 | 2 сторона | End, the                               | Конец                                      | 11:35 |
| 13 | 3 сторона | Take It as It Comes                    | Воспринимай всё так, как есть              | 2:13  |
| 14 | 3 сторона | Runnin' Blue                           | Непрерывно катящийся блюз                  | 2:27  |
| 15 | 3 сторона | L.A. Woman                             | Женщина из Лос-Анджелеса                   | 7:49  |
| 16 | 3 сторона | Five to One                            | Пять к одному                              | 4:22  |
| 17 | 3 сторона | Who Scared You                         | Кто тебя напугал                           | 3:54  |
| 18 | 3 сторона | [You Need Meat] Don’t Go No Further    | [Тебе нужно мясо] Не продолжай в этом духе | 3:37  |
| 19 | 4 сторона | Riders on the Storm                    | Оседлавшие бурю                            | 7:14  |
| 20 | 4 сторона | Maggie M’Gill                          | Мэгги М’Джилл                              | 4:24  |
| 21 | 4 сторона | Horse Latitudes                        | Конские широты                             | 1:35  |
| 22 | 4 сторона | When the Music’s Over                  | Когда музыка смолкнет                      | 10:59 |

## Состав группы
- Рэй Манзарек — клавишные.
- Робби Кригер — гитара.
- Джон Денсмор — ударные.
- Джим Моррисон — вокал.